# Ділянка лісу (втрачене)

## Створення
Заповідне урочище «Ділянка лісу (1)» (втрачена) – об’єкт природно-заповідного фонду, що був оголошений рішенням Сумського Облвиконкому №704   від 31.12.1980 року на землях Криничанські сільській раді (Тростянецький держлісгосп, Маковське лісництво, квартал 53, відділ 2). Адміністративне розташування – Тростянецький район, Сумська область.

## Характеристика
Площа – 1,2 га. 

## Скасування
Рішенням Сумської обласної ради від 19.10.2000 року «Про розширення, оптимізацію мережі і зміну назв деяких територій і об'єктів природно-заповідного фонду місцевого значення» об'єкт було скасовано. Зазначена підстава – насадження внаслідок всихання та зараження  стовбурними і іншими хворобами головних порід втратило своє наукове та природоохоронне значення. Підстава не відповідає вимогам законодавства .
Вся інформація про стоворення об'єкту взята із текстів зазначених у статті рішень обласної ради, що надані Державним управлянням екології та природних ресурсів Сумської  області Всеукраїнській громадській організації «Національний екологічний центр України» . .